# Штилеїт
Штилеїт — мінерал, селенід цинку координаційної будови. Названий за прізвищем німецького геолога Г. Штілле (H.Stille), P. Ramdohr, 1956. Синоніми: штиліт.

## Опис
Хімічна формула: ZnSe. Містить (%): Zn — 45,30; Se — 54,70. Сингонія кубічна. Гексаедричний вид. Спайність досконала по (110). Густина 5,29. Колір сірувато-білий. Блиск напівметалічний. Ізотропний. Зустрічається у цементі пісковиків разом з лінеїтом, клаусталітом, піритом. Дуже рідкісний. Знахідки: родов. Шінколобве (пров. Шаба, Конго-Кіншаса), Тува (РФ).